# Ɨ̏
Cette page contient des caractères spéciaux ou non latins. S’ils s’affichent mal (▯, ?, etc.), consultez la page d’aide Unicode.
Ɨ̏ (minuscule : ɨ̏), appelé I barré double accent grave, est un graphème utilisé dans l'alphabet scientifique des langues du Gabon. Il s’agit de la lettre Ɨ diacritée d’un double accent grave.

## Utilisation
Dans l'alphabet scientifique des langues du Gabon, le i barré ‹ ɨ › représente une voyelle fermée centrale non arrondie [ɨ] et le double accent grave représente le ton infra-bas.

## Représentations informatiques
Le I barré double accent grave peut être représenté avec les caractères Unicode suivants :
- décomposé (latin de base, diacritiques)[1],[2],[3] :

| formes    | représentations | chaînes de caractères | points de code | descriptions                                                    |
| --------- | --------------- | --------------------- | -------------- | --------------------------------------------------------------- |
| capitale  | Ɨ̏               | Ɨ◌̏                    | U+0197 U+030F  | lettre majuscule latine i barré diacritique double accent grave |
| minuscule | ɨ̏               | ɨ◌̏                    | U+0268 U+030F  | lettre minuscule latine i barré diacritique double accent grave |